# Kanton Saint-Joseph-1
Saint-Joseph-1 is een voormalig kanton van het Franse overzees departement Réunion. Het kanton maakte deel uit van het arrondissement Saint-Pierre. Het werd opgeheven bij decreet van 24 februari 2014 met uitwerking op 22  maart 2015.
Het kanton omvatte uitsluitend een deel van de gemeente Saint-Joseph.